# Stuart Sutcliffe
Stuart Sutcliffe, Stuart Fergusson Victor Sutcliffe (Edinburgh, 1940. június 23. – Hamburg, 1962. április 10.) skót származású költő, festő, zenész, a The Beatles egykori basszusgitárosa. Mivel a Beatles Sutcliffe idején öttagú volt, ezért nem ritkán az ötödik Beatle-nek is nevezik.

## Ifjúkori évei
Sutcliffe apja, Charles Sutcliffe 1943-ban került Liverpoolba, hogy a háború idején, mint civil alkalmazott, hajómérnökként szolgáljon. Stuart gyermekkorában gyakran a tengereket járta. Anyja óvónő volt, két húgát Pauline-nek és Joyce-nak hívták. A Beatles életrajzi írója, Philip Norman szerint apja részeges és erőszakos természetű ember volt, aki gyakran bántalmazta feleségét a gyerekek szeme láttára, majd hónapokig eltűnt otthonról.  
A Liverpool College of Art-ban tanult, ahol az első évben a tanulás mellett egy kukáskocsin dolgozott. Közös barátjuk, Bill Harry ismertette meg John Lennonnal, amikor mindhárman ugyanabba az iskolába jártak. Lennon szerint Stuart csodálatos művészi értékekkel bírt, nagyon tehetséges festő volt, egyike az iskola kiemelkedő tanulóinak, igazi sztár. Stuart segített Lennonnak művészi képességei fejlesztésében és vizsgamunkái elkészítése idején is. Nagyon jó barátok lettek, együtt laktak az új anglikán katedrálissal szemközti lakásban, meglehetősen szerény körülmények között. 
Egyszer, amikor a Casbah Coffee Clubban (Pete Best anyjának, Monának a bárjában) Paul McCartney-val átdumálták az éjszakát, John és Paul rábeszélték Stuartot, hogy vegyen egy basszusgitárt részletre a Frank Hessey Music Shopban. Stuart ráállt a dologra, hiszen nem volt idegen tőle a muzsika világa. Énekelt a helyi templom kórusában, anyja 9 éves kora óta tanította zongorázni, kürtön játszott az Air Training Corpsban és apja is megtanította pár gitárakkordra.  
1960 májusában csatlakozott Lennon, Paul és George Harrison csapatához, mely akkor a Silver Beatles nevet viselte. A hosszú próbák alatt Stuart ujjai gyakran felhólyagosodtak, majd megkérgesedtek, jóllehet, akusztikus gitáron játszott már korábban. Az együttes koncertszervező ügynökévé is vált, és gyakran a Gambier Terrace-i lakása adott otthont a próbáknak. 
A fiúk sűrűn jártak a liverpooli Jacaranda klubba, ahol a tulaj, Allan Williams fokozatosan felfigyelt rájuk, és a koncertszervezői feladatokat is átvette Stuarttól. 
Stuart és Lennon eszelték ki a zenekar végleges nevét is. Mivel mindketten rajongtak Buddy Holly zenéjéért, akinek a zenekara a Crickets (Tücskök) volt, így magukat elnevezték Beetlesnek (Bogarak). Ezt később John megváltoztatta Beatlesre, utalva a zenei stílusnak nevet adó ’beat’ szóra. 

## Hamburg
Amikor Williams menedzselésével a Beatles elindult Hamburgba, már nyilvánvaló volt, hogy Stuart gitártudása meglehetősen kezdetleges. Barátja, Bill Harry, aki alapítója és szerkesztője volt a Mersey Beat c. újságnak, azt tanácsolta neki, hogy a zene helyett inkább képzőművészettel foglalkozzon. Amikor Williams elérte, hogy az akkori legnagyobb menedzser és impresszárió, Larry Parnes meghallgassa őket – Billy Fury kísérőzenekara szerettek volna lenni -, Stuart szokása szerint, hogy gitárjátéka hiányosságait leplezze, Larrynak végig hátat fordítva játszott. Larry erre közölte, hogy csak akkor áll a dolog, ha megszabadulnak Stuarttól. Paul sem volt elégedett vele, ő jobban játszott a basszusgitáron. Hamburgba viszont vele utaztak el, és Stuart nagyon népszerű volt feszes nadrágjában és Ray-Ban napszemüvegében, és ráadásul nagy száma, Love Me Tender után mindig olyan ováció tört ki, aminél nagyobb tapsot a többiek sem kaptak (ezzel is növekedett a feszültség közte és Paul között). Ráadásul már John is cikizni kezdte, mert gyakran szerelme, Astrid Kirchherr ruháit viselte a koncerteken is.
1961 júliusában Stuart úgy döntött, hogy kilép a zenekarból, és a festészetnek szenteli életét. Beiratkozott a Hamburg College of Artba. Tanára, Eduardo Paolozzi szerint az egyik legjobb tanítványa volt. A Beatlesből való kiválásakor basszusgitárját is kölcsönadta Paulnak, amíg az nem vett magának egy speciális balkezes gitárt, a híressé vált Höfner 500/1-est.

## Kapcsolata Astriddal
Stuart Hamburgban a Kaiserkeller klubban találkozott Astriddal, aki az együttes fellépését ment megnézni. A fotográfuslány már másnap közös fotózásra hívta a fiúkat, majd egy teára is az anyja házába, ahol a saját tervezéssel egyedien dekorált szobáját is megmutatta a zenészeknek. Stuart hamarosan randizni kezdett vele. A barátainak azt írta, hogy teljesen belehabarodott a lányba, s közben Astrid német barátait faggatta kedvenc könyveiről, filmjeiről, festőiről. Környezetük tündérinek jellemezte kapcsolatukat.
1960 novemberében eljegyezték egymást, és ahogy az Németországban szokás, gyűrűt váltottak. Amikor megírta szüleinek az eljegyzését, azokat valósággal sokkolta hír, mert azt hitték, ezzel feladta művészi ambícióit, ám Stuart határozott terve volt, hogy rajztanár akar lenni Londonban vagy Németországban. Ezt Astridnak meg is mondta. Kapcsolatuk komolyságát az is jól mutatja, hogy Astrid járt Liverpoolban, hogy a házasságkötés előtt személyesen megismerkedjen Stuart szüleivel. Amikor Stuart már bejáratos volt a lány anyjának a házába, gyakran kölcsönkérte Astrid ruháit, és szerelemből, művészi indíttatásból a lány nadrágját, pulóverét, hosszú sálját viselte fellépés közben is a színpadon. Lennon csípős megjegyzései nem is maradtak el: Talán anyád kölcsönadta a ruháit???

## Művészete
Már fiatalon művésztehetségnek tartották. Egykori iskolatársa, Helen Anderson szerint korai képei olyan agresszívek és szeszélyesek voltak, ami nagyon eltért csendes természetétől. Egyik festményét, Summer Painting címmel már 19 éves korában kiállították Liverpoolban a Walker Art Gallery-ben.  A Liverpool Art College-ból a Beatles és a zene még elcsábította, de miután Astriddal megismerkedett, hamar úgy döntött, folytatja művészeti tanulmányait. E döntését nyilván az is megkönnyítette, hogy ő maga is érezte: gitárjátéka már nem üti meg az egyre profibban muzsikáló Beatles megkövetelte szintet. Kivált a zenekarból és beiratkozott a Hamburg College of Art-ba, ahol tanára, Eduardo Paolozzi szerint rövid idő alatt az egyik legjobb tanítványa lett. 
Stuart néhány fennmaradt műve a kortárs brit és európai absztrakt művészet hatását tükrözi az amerikai absztrakt expresszionizmussal együtt.

## Halála
Hamburgi tanulmányai idején már egyre gyakoribb és egyre elviselhetetlenebb fejgörcsök és fényérzékenység gyötörte. 1962. április 1-jén egy heves fejfájás után összeesett a tanteremben. Az orvosok tanácstalanul álltak, nem tudták a betegség okát diagnosztizálni. Április 10-én újra rosszul lett, kórházba kellett szállítani, de útközben meghalt. A halál okát aneurizma miatti agyvérzésben állapították meg. Három nappal halála után Astrid közölte a tényt az újra Hamburgba érkező Beatlessel. Sutcliffe anyja Brian Epsteinnel érkezett meg Hamburgba, majd ő kísérte haza, Liverpoolba fia holttestét.

## Filmek, versek
Stuart alakját több film eleveníti fel: a David Nicholas rendezte Birth of the Beatles (1979) és a Lee Williams által készített In His Life: The John Lennon Story (2000). A hamburgi időkről és Astridhoz fűződő szerelméről szól a Backbeat (1994) c. film. Több televíziós dokumentumfilmben is feltűnik alakja. Stuart hagyatékában találtak általa írt verseket és dalszövegeket is.